# 情色

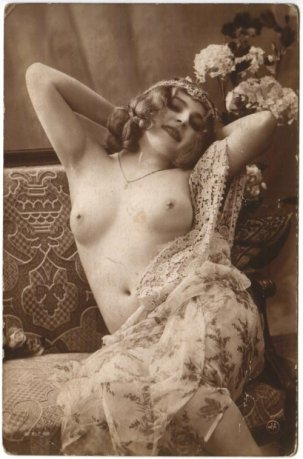
佛那多（Fernande）（1910年-1917年），由珍·阿傑羅（Jean Agélou）拍摄

情色是帶有情欲意味的描繪，偏重精神層面與感受，有濃厚的情感味道，是一種情慾的展現。與色情的定義不同，後者通常以直接的滿足性慾、以引起受眾的支配慾與感官刺激為目的。但有時兩者之間不易明確區分。而在反色情女性主義的定義中，色情是指「以暴力或污蔑的姿態來結合性與展現性器，並以讚許、寬恕或鼓勵這類行為的基調來呈現的一切事物。」；情色則是指「隱含或挑逗有關性的事物，但沒有性別歧視、種族歧視、年齡歧視、對障礙者的歧視、或對同志與跨性別有懼怕厭惡、或獵奇的意涵，而且尊重所描繪的人類與動物。」。

## 文化史研究
有時是以性來表達一些概念如哲學、藝術的概念反映社會，有時藉助一些意象代稱，例如中國古典文學常以「巫山」、「雲雨」等表示性愛。